# Campo de Cahuenga
Il Campo de Cahuenga, posto vicino allo storico Passo Cahuenga dove oggi sorge il quartiere di Studio City a Los Angeles in California, era un edificio in stile Adobe all'interno del Rancho Cahuenga.
Vi venne firmato nel 1847 il Trattato di Cahuenga tra il colonnello John Charles Frémont ed il generale Andrés Pico ponendo così fine alle ostilità in California tra il Messico e gli Stati Uniti.
Il seguente Trattato di Guadalupe Hidalgo del 1848 mise formalmente fine alla guerra messico-statunitense.
Dal 1858 al 1861 Campo de Cahuenga divenne una stazione di posta.

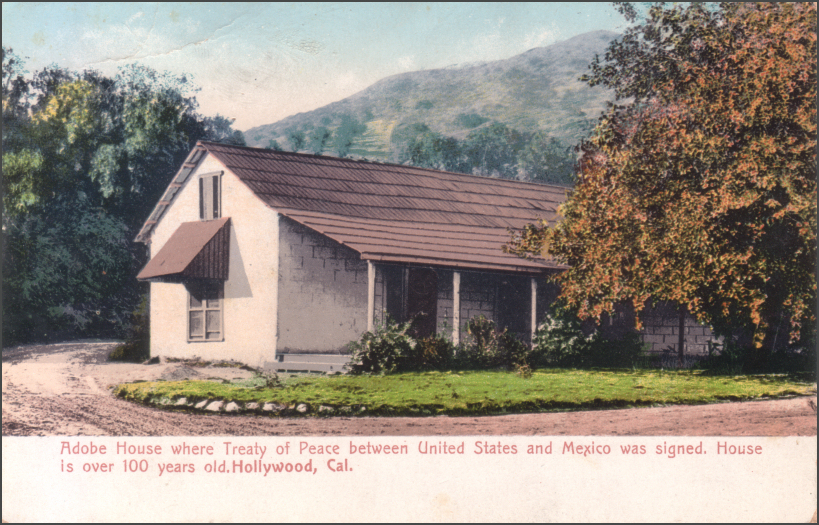
Immagine delle struttura originale, alle spalle il Picco Cahuenga.

La struttura originale venne demolita nel 900. Tuttavia la città di Los Angeles raccolse i fondi e comprò il terreno su cui sorgeva la proprietà, costruì poi a fianco ai resti una replica dell'edificio.
Il Campo de Cahuenga è dichiarato National Register of Historic Places, California Historical Landmark e si trova al 3919 Lankershim Blvd., Studio City, California.